# Antoku
Antoku  (安徳天皇?, Antoku-tennō) (22 dicembre 1178 – 24 aprile 1185) è stato l'81º imperatore del Giappone secondo il tradizionale ordine di successione.

## Biografia
Il suo regno ebbe inizio nel 1180 terminando poi nel 1185, data della sua morte, avvenuta durante la battaglia di Dan-no-ura.
Figlio dell'imperatore Takakura e di Taira no Tokuko, la seconda figlia di Taira no Kiyomori, il suo nome personale era Tokohito-shinnō (言仁親王?, Tokohito-shinnō). Durante la battaglia, il principe fece cadere in mare i simboli del potere imperiale: lo specchio, la spada e il gioiello. Il suo corpo venne poi seppellito nell'Amida-ji no Misasagi.

## Presenza nella cultura di massa
- Yoshitsune - serie televisiva (2005), interpretato da Ichikawa Otora VII.
- Kwaidan - film (1964), interpretato da Yuri Sato.